# Finally Found My Way
„Finally Found My Way“ je píseň americké rockové skupiny Kiss vydaná na albu Psycho Circus. Píseň napsali Paul Stanley a Bob Ezrin. Tato balada byla napsána speciálně pro bubeníka Petera Crisse. Píseň nebyla hrána na žádném koncertě.

## Sestava
- Paul Stanley – zpěv, rytmická kytara
- Gene Simmons – zpěv, basová kytara
- Ace Frehley – sólová kytara, basová kytara
- Peter Criss – zpěv, bicí, perkuse